# Power metal
Pod nazwą power metal kryją się dwa podgatunki muzyki metalowej – power metal amerykański i europejski.

## Amerykański power metal
Określany też jako 'klasyczny' power metal powstał w Ameryce. Charakteryzuje się niskim strojem gitar, wysokim, pełniącym ważną rolę wokalem i szybkim tempem. Często używane są power chordy. Perkusja używa podwójnej stopy, by nadać muzyce niezbędną szybkość. Kolejnym ważnym wyróżnikiem amerykańskiego power metalu jest spora doza melodyjności, zwłaszcza w refrenach.
Typowymi przedstawicielami tego nurtu są Iced Earth, Agent Steel czy Metal Church.
Istnieją też europejskie zespoły grające amerykańską odmianę power metalu. Jako przykład może posłużyć szwedzki zespół Steel Attack.

## Europejski power metal
Wywodzi się z Niemiec; jego początków należy doszukiwać się w twórczości niemieckich grup heavymetalowych z lat 80. – Grave Digger, Running Wild oraz Accept. Charakteryzuje się on bardzo melodyjnym i czystym wokalem (często falsetem) i szybką pracą sekcji rytmicznej. Teksty utworów często są związane z mitologią, fantasy, science fiction, religią i są bardziej optymistyczne od tych w innych gatunkach muzyki metalowej.
Początkowo power metal grało tylko kilka grup, które zdobyły popularność w Niemczech i Japonii (najbardziej z nich znane są zespoły Helloween, Gamma Ray, Primal Fear, Iron Savior, Blind Guardian). W latach 90. pojawiła się nowa fala wykonawców, na czele której stoją m.in. Rhapsody Of Fire i Mastercastle z Włoch, Edguy z Niemiec, Sonata Arctica z Finlandii, HammerFall i Sabaton ze Szwecji oraz Epidemia z Rosji.
Istnieją też amerykańskie zespoły grające europejską odmianę power metalu. Jako przykład może posłużyć Kamelot.
Polskim przedstawicielem europejskiego power metalu jest grupa Pathfinder.

## Tematyka utworów
Tematyka utworów w obu podgatunkach jest podobna. Dotyczy historii (zwłaszcza wojen), literatury (fantastyka), mitologii, legend, życia, niepokojów związanych z przyszłością. Często motywy opierają się na 'wzniosłych' hasłach odnoszących się do filozofii, religii, honoru, itp. Muzycy powermetalowi często tworzą concept albumy, oparte zazwyczaj na książkach.